# ديكستر جاكسون
دكستر جاكسون (بالإنجليزية: Dexter Jackson) لاعب كمال أجسام أمريكى محترف«ملقب بالشفرة» (The Blade) بالاتحاد الدولي لكمال الأجسام واللياقة البدنية (IFBB). فاز ببطولة مستر أولمبيا عام 2008 ويعيش في جاكسون فيل فلوريدا. ولد في 25 نوفمبر 1969 بالولايات المتحده الأمريكيه.

## بداياته
دكستر جاكسون هو أول مشارك في بطولة أمريكا الوطنيه عام 1992 وحل ثالثاً، وأول مشاركه له كمحترف عام 1999 في بطولة أرنولد كلاسيك فئة المحترفين وحل سابعاً، وبطولة ليلة الأبطال المركز الثالث، ومستر أولمبيا المركز التاسع.

## حياته الرياضية
في بطولة مستر أولمبيا 2007، حل دكستر في المركز الثالث والعديد من النقاد حينها قالوا بأنه لا يمكن أن يستحق أفضل من ذلك، ولكن في 28 سبتمبر 2008 هزم بطل مستر أولمبيا لعامين متتاليين جاى كتلر وفاز باللقب، وأصبح جاكسون بطل أولمبيا رقم 12 وثانى بطل يفوز بمستر أولمبيا وأرنولد كلاسيك وبطولة أستراليا للمحترفين وبطولةنيوزيلاندا للمحترفين وبطولة روسيا للمحترفين من نفس العام.
وفي مستر أولمبيا 2009 حل بالمركز الثالث مجدداً كعام 2007.
في مستر أولمبيا 2012 جاء مركزه الرابع، ولكنه قام بمفاجئة الجميع بفوزه بلقب أولمبيا الأساتذه بعمر 43 عاماً وفي نفس العام فاز بلقبه الرابع في أرنولد كلاسيك ليوازى نظيره فلكس ويلر صاحب أعلى رقم فوز بالبطولة.
ورغم تقدمه بالسن وبعمر 45 عاماً في عام 2015 مازال قوه لا يستهان بها ويرغم الجميع على احترامه بفوزه على جميع من يصغره سناً ويفوز بالمركز الثانى في مستر أولمبيا 2015 خلف فيل هيث. وكذلك فاز في نفس العام بلقب أرنولد كلاسيك 2015.
وبفوزه بالمراكز الأولى والثانية بمسابقات المحترفين مازال يتربع على أغلفة المجلات المهمة عالية التوزيع والدعايات في الكثير من المحافل والمناسبات.

## سجلاته
- في عام 2015 سجل جاكسون 16 عاماً كمتسابق في مستر أولمبيا.
- سجل كلا البطلين دكستر جاكسون ونظيره كريس دكرسون كاللاعبين الوحيدين اللذين فازا بمستر أولمبيا محترفين وأولمبيا الأساتذة في تاريخ كمال الأجسام وكلاهما من العرق الأفريقى.
- جاكسون هو صاحب أعلى رقم في عدد مرات الفوز ببطولة أرنولد كلاسيك وهي خمس أعوام 2005 2006 2008 2013 2015.
- جاكسون هو البطل رقم 3 الذي حاز وجمع لقبى مستر أولمبيا وأرنولد كلاسيك بعد رونى كولمان وجاى كتلر.

## البطولات التي شارك بها
- 1992 NPC Southern States, Lightweight, 3rd
- 1995 NPC USA Championships, Light-Heavyweight, 1st
- 1996 NPC Nationals, Light-Heavyweight, 6th
- 1998 North American Championships, Light-HeavyWeight, 1st and Overall
- 1999 Arnold Classic, 7th
- 1999 Grand Prix England, 4th
- 1999 Night of Champions, 3rd
- 1999 Mr. Olympia, 9th
- 1999 World Pro Championships, 4th
- 2000 Arnold Classic, 5th
- 2000 Grand Prix Hungary, 2nd
- 2000 Ironman Pro Invitational, 3rd
- 2000 Night of Champions, 8th
- 2000 Mr. Olympia, 9th
- 2000 Toronto Pro Invitational, 2nd
- 2001 Arnold Classic, 5th
- 2001 Grand Prix Australia, 3rd
- 2001 Grand Prix England, 4th
- 2001 Grand Prix Hungary, 3rd
- 2001 Night of Champions, 2nd
- 2001 Mr. Olympia, 8th
- 2001 Toronto Pro Invitational, 2nd
- 2002 Arnold Classic, 3rd
- 2002 Grand Prix Australia, 2nd
- 2002 Grand Prix Austria, 2nd
- 2002 Grand Prix England, 1st
- 2002 Grand Prix Holland, 3rd
- 2002 Mr. Olympia, 4th
- 2002 San Francisco Pro Invitational, 3rd
- 2002 Show of Strength Pro Championship, 6th
- 2003 Arnold Classic, 4th
- 2003 Maximum Pro Invitational, 3rd
- 2003 Mr. Olympia, 3rd
- 2003 San Francisco Pro Invitational, 3rd
- 2003 Show of Strength Pro Championship, 1st
- 2004 Arnold Classic, 3rd
- 2004 Grand Prix Australia, 1st
- 2004 Ironman Pro Invitational, 1st
- 2004 Mr. Olympia, 4th
- 2004 San Francisco Pro Invitational, 1st
- 2005 Arnold Classic, 1st
- 2005 San Francisco Pro Invitational, 2nd
- 2006 Arnold Classic, 1st
- 2006 Mr. Olympia, 4th
- 2007 Arnold Classic, 2nd
- 2007 Mr. Olympia, 3rd
- 2008 Arnold Classic, 1st
- 2008 IFBB Australian Pro Grand Prix VIII, 1st
- 2008 IFBB New Zealand Grand Prix, 1st
- 2008 IFBB Russian Grand Prix, 1st
- 2008 Mr. Olympia, 1st
- 2009 Mr. Olympia, 3rd
- 2010 Arnold Classic, 4th
- 2010 IFBB Australian Pro Grand Prix, 2nd
- 2010 Mr. Olympia, 4th
- 2011 Flex Pro, 2nd
- 2011 Mr. Olympia, 6th
- 2011 FIBO Pro, 1st
- 2011 Pro Masters World Champion, 1st
- 2012 Arnold Classic, 5th
- 2012 Mr. Olympia, 4th
- 2012 IFBB Masters Olympia, 1st
- 2013 Arnold Classic, 1st
- 2013 IFBB Australian Pro Grand Prix, 1st
- 2013 Mr. Olympia, 5th
- 2013 EVLS Prague Pro, 2nd
- 2013 Tijuana Pro, 1st
- 2014 Mr. Olympia, 5th
- 2014 Arnold Classic Europe, 3rd
- 2014 Dubai Pro, 1st
- 2014 Prague Pro, 2nd
- 2015 Arnold Classic, 1st
- 2015 Arnold Classic Australia, 1st
- 2015 Arnold Classic Europe, 1st
- 2015 Mr. Olympia, 2nd
- 2015 Prague Pro, 1st
- Mr. Olympia, 3rd 2016

## وصلات خارجية
- ديكستر جاكسون على موقع IMDb (الإنجليزية)

1. Dexterjacksonshredded.com. Contests. Page aienarasgannnatasha hussiaccessed 11/4/2006. http://www.dexterjacksonshredded.com/ نسخة محفوظة 2 نوفمبر 2006 على موقع واي باك مشين.
2. Dexterjacksonshredded.com. Stats. Page accessed 10/5/2009. http://www.dexterjacksonshredded.com/ نسخة محفوظة 2 نوفمبر 2006 على موقع واي باك مشين.
3. Bodybuilding.com Dexter Jackson Profile

| سبقه جي كتلر 2006، 2007 | قائمة أبطال مستر أولمبيا ديكستر جاكسون 2008 | تبعه جي كتلر 2009، 2010 |